# Amphineurus (Amphineurus) pullybuntor
Amphineurus (Amphineurus) pullybuntor is een tweevleugelige uit de familie steltmuggen (Limoniidae). De soort komt voor in het Australaziatisch gebied.